# ویتنام شمالی
ویتنام شمالی که به‌طور رسمی جمهوری دموکراتیک ویتنام (DRV؛ ویتنامی: Việt Nam Dân chủ Cộng hòa; VNDCCH) نامیده می‌شود، کشوری در جنوب شرقی آسیا بود که از سال ۱۹۴۵ تا ۱۹۷۶ وجود داشت و حق حاکمیت آن در سال ۱۹۵۴ به‌طور کامل به رسمیت شناخته شد. این کشور عضو بلوک شرقی کمونیسم بود و با دولت ویتنام که تحت حمایت فرانسه قرار داشت و بعدها با جمهوری ویتنام (ویتنام جنوبی) که هم‌پیمان غرب محسوب می‌شد، دشمن بود. جمهوری دموکراتیک ویتنام در سال ۱۹۷۵ به سایگون حمله کرد و پس از فتح این شهر، در سال بعد با جنوب ادغام و به جمهوری سوسیالیستی ویتنام تبدیل شد.

## تاریخچه

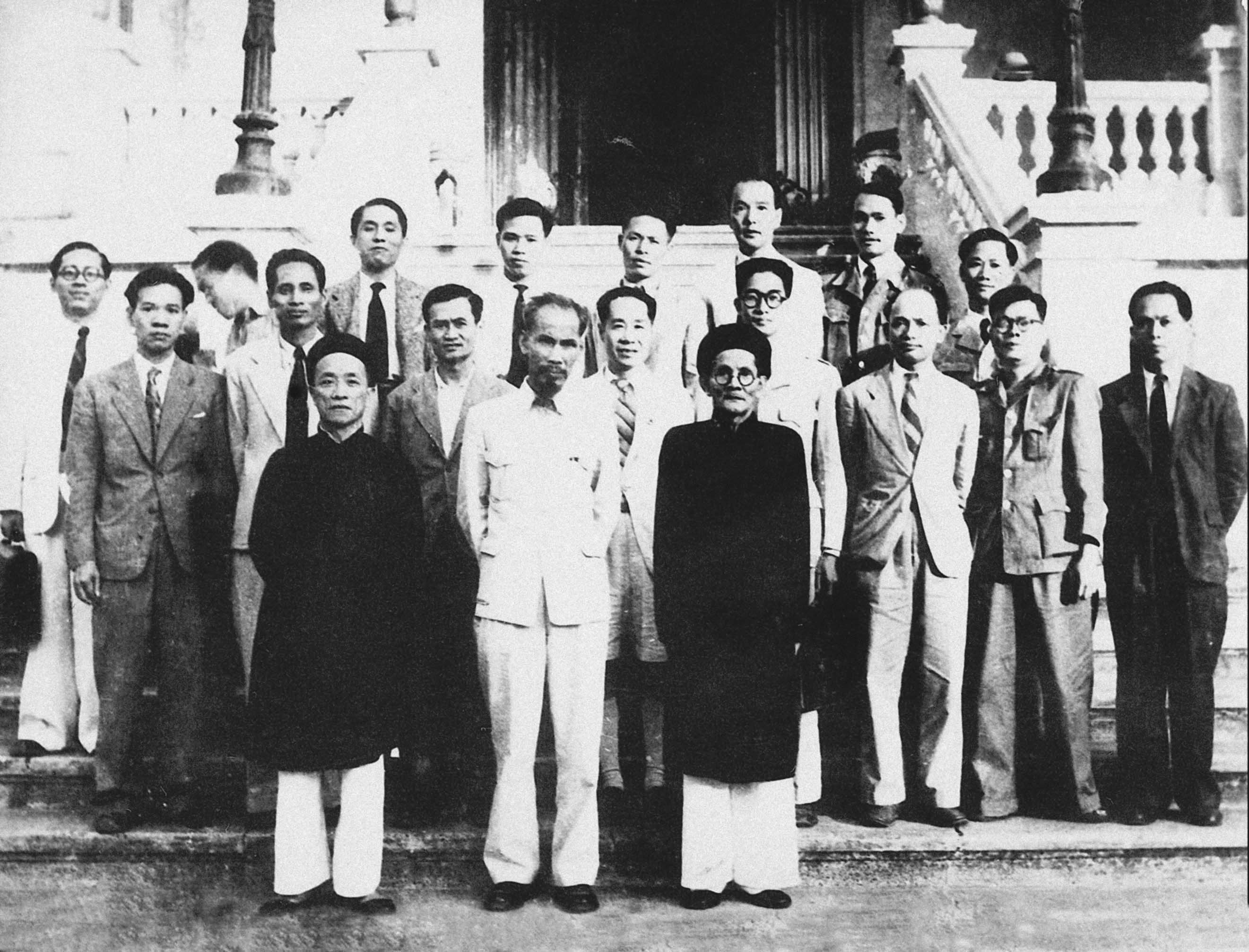
دولت ویتنام شمالی در سال ۱۹۴۶

در طول انقلاب اوت پس از جنگ جهانی دوم، هو شی مین، کمونیست انقلابی ویتنامی و رهبر جبههٔ ویت مین در ۲ سپتامبر ۱۹۴۵، استقلال و تأسیس جمهوری دموکراتیک ویتنام را اعلام کرد. ویت مین (که به‌طور رسمی «اتحادیهٔ استقلال ویتنام» نامیده می‌شود) در سال ۱۹۴۱ و تحت رهبری کمونیست‌ها، سوسیالیست‌ها، ملّی‌گرایان و حتی برخی عناصر طبقهٔ زمین‌دار با هدف جلب آرای جمعیت گسترده‌تری نسبت به آنچه حزب کمونیست هندوچین می‌توانست تحت سلطهٔ خود درآورد، تأسیس شد. از همان ابتدا، ویت مین به رهبری کمونیست‌ها به دنبال تحکیم قدرت خود به‌وسیلهٔ پاکسازی دیگر گروه‌های ملّی‌گرا بود. در همین حال، فرانسه پس از جنگ جهانی دوم برای تثبیت سلطهٔ استعماری خود بر ویتنام وارد عمل شد و سرانجام در دسامبر ۱۹۴۶ جنگ اوّل هندوچین آغاز گشت. در طول این جنگ چریکی، ویت مین اکثر مناطق روستایی ویتنام را تصرف و تحت کنترل خود درآورد که همین امر، به شکست فرانسه در سال ۱۹۵۴ انجامید. مذاکرات کنفرانس ژنو در آن سال به جنگ پایان داد و استقلال ویتنام به رسمیت شناخته شد. توافقنامهٔ ژنو موقتاً ویتنام را به دو منطقهٔ شمالی و جنوبی در امتداد مدار ۱۷ تقسیم کرد. همچنین در این توافقنامه برگزاری انتخاباتی سراسری در ژوئیه ۱۹۵۶ قید شد تا «وحدت ویتنام را به ارمغان آورد.»
نظارت بر اجرای توافقنامهٔ ژنو برعهدهٔ یک کمیسیون بین‌المللی متشکل از هند، کانادا و لهستان بود که به ترتیب نمایندهٔ بلوک‌های غیرمتعهد، سرمایه‌داری و کمونیستی بودند. ایالات متحده آمریکا که توافقنامهٔ ژنو را امضا نکرده بود، اعلام داشت «به جست‌وجوی راهی برای دستیابی به وحدت از طریق انتخابات آزاد تحت نظارت سازمان ملل ادامه خواهد داد تا اطمینان حاصل شود که انتخابات به‌طور عادلانه برگزار خواهد شد.» در همین حال، دولت ویتنام به شدّت با تقسیم این کشور مخالفت کرد و نخست‌وزیر آن، نگو دین دیم در ژوئیه ۱۹۵۵ اعلام داشت که دولت ویتنام در انتخابات شرکت نخواهد کرد و مدّعی شد که دولت توافقنامهٔ ژنو را امضا نکرده و بنابراین به آن پایبند نیست و به این ترتیب، نگرانی‌ها در مورد برگزاری انتخاباتی ناعادلانه تحت حاکمیت ویت مین در ویتنام شمالی افزایش یافت. در اکتبر ۱۹۵۵، دولت دیم همه‌پرسی‌ای را که به شدّت با تقلب انتخاباتی خدشه‌دار شده بود، با هدف عزل رئیس دولت، بائو دای و تأسیس جمهوری ویتنام برگزار کرد. به این ترتیب، دیم به عنوان نخستین رئیس‌جمهور جمهوری ویتنام منصوب شد.
عدم موفقیت در یکپارچه‌سازی کشور از طریق همه‌پرسی منجر به جنگ ویتنام در سال ۱۹۵۵ شد. ارتش خلق ویتنام شمالی و چریک‌های جبهه ملّی آزادی‌بخش ویتنام جنوبی (ویت‌کنگ) که از سوی متحدان کمونیست خود، به‌ویژه چین و اتحاد جماهیر شوروی حمایت می‌شدند، علیه نیروهای نظامی ویتنام جنوبی جنگ را آغاز کردند. ایالات متحده آمریکا به همراه نیروهای بلوک غرب از جمله کره جنوبی، استرالیا و تایلند که به شدّت از ویتنام جنوبی حمایت نظامی می‌کردند، با هدف جلوگیری از گسترش کمونیسم در جنوب شرقی آسیا، در این جنگ و درگیری مداخله کرد. این درگیری به کشورهای همسایه گسترش یافت و ویتنام شمالی از ارتش آزادی‌بخش خلق لائو در لائوس و خمرهای سرخ در کامبوج علیه دولت‌های تحت حمایت آمریکا حمایت کرد. در سال ۱۹۷۳، ایالات متحده و متحدانش از این جنگ خارج شدند و ویتنام جنوبی که بدون پشتیبان مانده بود، به سرعت توسط نیروهای ویتنام شمالی اشغال شد.
جنگ ویتنام در ۳۰ آوریل ۱۹۷۵ به پایان رسید و ویتنام جنوبی تحت کنترل دولت موقت انقلابی ویت‌کنگ قرار گرفت که منجر به اتحاد مجدد ویتنام درچارچوب «جمهوری سوسیالیستی ویتنام» در ۲ ژوئیه ۱۹۷۶ شد. دولت ویتنام پس از جنگ، سقوط و افول اقتصادی، بحران پناهندگان و درگیری با خمرهای سرخ در سال ۱۹۷۷ و چین در سال ۱۹۷۹ را تجربه کرد. جمهوری سوسیالیستی ویتنام، فرهنگی سیاسی و سیستمی اقتصادی به سبک شوروی و همچنین عضویت در سازمان‌های بلوک شرق مانند کمکان را تا اصلاحات اقتصادی دوی موی در سال ۱۹۸۶ و فروپاشی اتحاد جماهیر شوروی در سال ۱۹۹۱ حفظ کرد.
پس از شکست ژاپن در جنگ جهانی دوم نیروهای استعماری فرانسه سعی در برقراری مجدد سلطه خود بر هندوچین و از جمله ویتنام کردند.
در سپتامبر ۱۹۴۵، هو شی مین استقلال ویتنام را اعلام کرد.
مبارزات نیروهای ویتنامی با فرانسه منجر به پیروزی در دین بین فو و برپایی کنفرانس ژنو (۱۹۵۴) شد. در این کنفرانس فرانسه قبول کرد که کشور ویتنام به دو بخش تقسیم شود.
بخشی که در جنوب مدار ۱۷ درجه قرار داشت، «ویتنام جنوبی» و بعد «جمهوری ویتنام» نامیده شد. پایتخت آن سایگون بود. بخشی که در شمال مدار ۱۷ درجه و منطقهٔ غیرنظامی‌شده قرار داشت، «جمهوری دموکراتیک ویتنام» نام گرفت. پایتخت آن هانوی بود.